# アナン・ベン・ダヴィド
アナン・ベン・ダヴィド（Anan ben David、715年頃 - 795年頃）は、8世紀中東のユダヤ教禁欲主義哲学者である。
500年頃成立したバビロニア・タルムードが当地のユダヤ人社会に大きな影響力をもつ聖典となっていた中で、聖書だけが唯一の神の律法でありそこに回帰すべきと最初に主張した人物であり、口伝律法を排し成文律法である聖書に則るべきと説くカライ派の創始者とされている。